# فريدريك ولترز (كاتب)
فريدريك ولترز (بالألمانية: Friedrich Wolters)‏ هو مؤرخ العصر الحديث ‏ ومؤرخ ومترجم وكاتب وشاعر ألماني، ولد في 2 سبتمبر 1876 في Uerdingen ‏ في ألمانيا، وتوفي في 14 أبريل 1930 في ميونخ في ألمانيا.